# 二甲基二硫
二甲基二硫是一种有机硫化合物。

## 存在
是白鬼笔气味组分之一，也是牛奶见光变质时散发气味的成分之一（甲硫醛的降解产物）。

## 制取
可由甲硫醇与硫磺反应而得。
{\displaystyle \mathrm {2\ CH_{3}SH+S\rightarrow CH_{3}S{-}SCH_{3}+H_{2}S} }

## 性质
可燃、无色至黄色液体，有恶臭。不溶于水，可与乙醇、乙醚、醋酸混溶。嗅觉阈值6ppm。蒸气与空气形成爆炸性混合物。

## 应用
用作溶剂、农药中间体、催化剂的钝化剂、结焦抑制剂等。

## 相关化合物
- 二甲硫醚
- 二甲基三硫
- 二甲基四硫